# Stamford (pueblo)
Stamford es un pueblo ubicado en el condado de Delaware en el estado estadounidense de Nueva York. En el año 2000 tenía una población de 1,943 habitantes y una densidad poblacional de 15 personas por km².

## Geografía
Stamford se encuentra ubicado en las coordenadas 42°24′42″N 74°37′8″O / 42.41167, -74.61889.

## Demografía
Según la Oficina del Censo en 2000 los ingresos medios por hogar en la localidad eran de $34,148, y los ingresos medios por familia eran $42,941. Los hombres tenían unos ingresos medios de $27,188 frente a los $20,602 para las mujeres. La renta per cápita para la localidad era de $17,546. Alrededor del 12% de la población estaban por debajo del umbral de pobreza.